# Kaya Scodelario
Kaya Scodelario (Haywards Heath, 13 maart 1992) is een Brits actrice en model. Ze is vooral bekend door haar rol als Effy Stonem in de televisieserie Skins, en door haar rol als Eve in de film Moon.

## Biografie
Scodelario is geboren in Haywards Heath. Haar moeder is van Braziliaanse afkomst en verhuisde in 1990 naar Engeland. Haar vader is van Engelse afkomst. Scodelario's ouders zijn gescheiden toen ze nog een kind was, ze is opgegroeid bij haar moeder en nam haar familienaam over.
Van 2014 tot en met 2018 vertolkte Scodelario de rol van Teresa in de boekverfilmingen van James Dashner: The Maze Runner, Maze Runner: The Scorch Trials en Maze Runner: The Death Cure. Scodelario speelt ook een rol in diverse videoclips, waaronder de clip Candy van Robbie Williams.
In 2017 was Scodelario te zien als Carina Smyth in de film Pirates of the Caribbean: Dead Men Tell No Tales. Twee jaar later vertolkte ze de hoofdrol in de rampen horrorfilm Crawl.
In 2020 kwam de nieuwe serie ‘spinning out’ uit op Netflix waar zij de rol van het hoofdpersonage Kat speelde. De serie was een groot succes. In 2024 speelde ze mee in de Mini serie Senna op Netflix. Ze speelde de rol van journaliste Laura Harrison. 

### Privé
Scodelario is in 2015 getrouwd met Benjamin Walker. In december 2016 kreeg het paar hun eerste kind, een zoon, en in 2022 volgde een tweede kind. Begin 2024 werd bekend dat het paar uit elkaar ging.

## Filmografie

### Film
- 2009 - Moon, als Eve Bell
- 2010 - Clash of the Titans, als Peshet
- 2010 - Shank, als Tasha
- 2011 - Wuthering Heights, als Catherine Earnshaw
- 2012 - Now Is Good, als Zoey Walker
- 2012 - Twenty8k, als Sally Weaver
- 2012 - Spike Island, als T-shirtleverancier
- 2013 - The Truth About Emanuel, als Emanuel
- 2014 - The Maze Runner, als Teresa
- 2014 - Tiger House, als Kelly
- 2014 - A Plea For Grimsby, als de vriendin van Jone
- 2015 - Maze Runner: The Scorch Trials, als Teresa
- 2017 - Pirates of the Caribbean: Dead Men Tell No Tales, als Carina Smyth
- 2018 - Maze Runner: The Death Cure, als Teresa
- 2019 - Crawl, als Haley
- 2019 - Extremely Wicked, Shockingly Evil and Vile, als Carole Ann Boone
- 2021 - Resident Evil: Welcome to Raccoon City, als Claire Redfield

### Televisie
- 2007-2010, 2013 - Skins, als Effy Stonem
- 2012 - True Love, als Karen
- 2013 - Southcliffe, als Anna
- 2020 - Spinning Out, als Kat
- 2024 - The Gentlemen, als Susie Glass
- 2024 -  Senna (mini serie Netflix) , als Laura Harrison

- Bibsys: 12036859
- Biblioteca Nacional de España: XX5310931
- Bibliothèque nationale de France: cb16222395k (data)
- Gemeinsame Normdatei: 143018388
- International Standard Name Identifier: 0000 0001 1496 7472
- Library of Congress Control Number: no2010015529
- Nationale Bibliotheek van Tsjechië: xx0205019
- Nederlandse Thesaurus van Auteursnamen: 355204509
- Système universitaire de documentation: 147448603
- Virtual International Authority File: 106929335
- WorldCat: E39PBJht6WPbVRQfQYPRmp9VYP